# Politiet
 Denne artikel omhandler Danmarks politi. For andre landes politi, se Politi.
Politiet (færøsk: Løgreglan, grønlandsk: Politiit) er den danske rigspolitistyrke og indenrigsdelen af de danske sikkerhedsstyrker (Forsvaret værende udenrigs) i Kongeriget (Rigsfællesskabet: Danmark (kontinental), Grønland, Færøerne). Politiet har beføjelse til at håndhæve loven og til at varetage den offentlige og sociale orden, samt at være ansvarlig for grænsekontrol.
Politiets centrale styrelse hedder Rigspolitiet og hører under Justitsministeriet. Politiet er en del af den udøvende magt og dets arbejde reguleres i Politiloven. Politiet beskæftiger i alt 14.000 ansatte (2009) og har et årligt budget på 8,6 mia. kr. (2010).
Siden 1. februar 2007 har servicetelefonnummeret 114 automatisk stillet videre til nærmeste politistation.

## Organisation
Politiet består af 12 distrikter hver ledet af en direktør, samt to mindre distrikter for Grønland og Færøerne, drevet af en lokal politimester. Bydelen København er noget anderledes organiseret på grund af dens størrelse og opgaver.
Udover de almindelige distrikter findes andre organisationer, der arbejder udenfor det almindelige politi.
- Rigspolitiet – en landsomspændende politistyrke med specialiserede opgaver såsom: Budgetter og regnskaber, Bygningsopmålingsafdelingen og Dataundersøgelsesafdelingen
- Politiets Efterretningstjeneste – Danmarks nationale efterretnings- og sikkerhedstjeneste
- Politiets Aktionsstyrke – Specialstyrkeantiterrorenhed
- National enhed for Særlig Kriminalitet – National kriminalitetsenhed, som arbejder med efterforskning og retsforfølgelse af organiseret kriminalitet, økonomisk kriminalitet samt IT-kriminalitet
- Politiskolen -  Rigspolitiets centrale uddannelsesinstitution

## Politiloven
Politiloven trådte i kraft den 1. august 2004.
Ifølge politilovens § 1 "Politiet skal virke for tryghed, sikkerhed, fred og orden i samfundet. Politiet skal fremme dette formål gennem forebyggende, hjælpende og håndhævende virksomhed"
og § 2 "Politiet har til opgave
1. at forebygge strafbare forhold, forstyrrelse af den offentlige fred og orden samt fare for enkeltpersoners og den offentlige sikkerhed,
2. at afværge fare for forstyrrelse af den offentlige fred og orden samt fare for enkeltpersoners og den offentlige sikkerhed,
3. at bringe strafbar virksomhed til ophør samt efterforske og forfølge strafbare forhold,
4. at yde borgerne bistand i andre faresituationer,
5. at udføre kontrol og tilsynsopgaver efter gældende ret,
6. at yde andre myndigheder bistand efter gældende ret og
7. at udføre andre opgaver, der følger af gældende ret eller i øvrigt har en naturlig tilknytning til politiets virksomhed"

og endelig § 3 "Politiet kan uden for de tilfælde, hvor indgreb er hjemlet i anden lovgivning, alene foretage indgreb over for borgerne i det omfang, det følger af bestemmelserne i dette kapitel"
Således er alle politiets opgaver nu lovgivet – tidligere havde politiet en del opgaver, som ikke direkte var anført noget sted, men fulgte traditioner.[kilde mangler]

## Stilling i samfundet
Politiet er en del af politi- og anklagemyndigheden.
Bag oprettelsen af politimyndigheden og dens forgængere, vægterkorps og byfogeder, ligger en erkendelse af, at en stat har brug for et magtmiddel for at opretholde ro, orden og selve staten. Island i vikingetiden er et eksempel på, hvordan et politiløst samfund udvikler andre og ukontrollable former for retshåndhævelse. I vores tid er tendenser til selvtægt og ønsker om dannelse af vagtværn konstante påmindelser om, at et magttomrum straks vil blive udfyldt.

## Opdeling
Politiet i Danmark består af Rigspolitiet, der er den overordnede styrelse i forhold til de 12 politikredse, der hver er ledet af en politidirektør plus de to selvstændige politikredse Grønland og Færøerne, der hver er ledet af en politimester.
Hertil kommer National enhed for Særlig Kriminalitet, som er en efterforskningsmyndighed, der behandler sager om organiseret kriminalitet, økonomisk kriminalitet samt IT-kriminalitet.

## Politiets udstyr
Politiet i Danmark har en mængde udstyr og udrustning til rådighed for at kunne varetage og udføre sine opgaver.

### Uniform
Politiets standard uniformering består af en lys skjorte og slips med Danmarks rigsvåben som ærmemærke samt på brystet, gradstegn på skuldrene og mørke bukser samt sorte sko. En officiel T-shirt benyttes ofte, men er ikke officielt en godkendt del af uniformsreglementet. Der findes også særlige indsatsdragter i brandhæmmende materiale og med tilhørende beskyttelsesudstyr, hjelm og visir.

### Køretøjer
Til almindelig patruljering og politiopgaver benyttes patruljevogn, oftest hvid eller mørkeblå, med påmonteret blå blink og teksten "POLITI" i en klar og reflekterende maling. I 2009 blev en række bilmodeller udvalgt af rigspolitiet til patruljetjeneste, hvilket betyder, at det stort set kun er biler af disse typer, der vil blive indkøbt til de enkelte stationer. Modellerne er Mercedes C-klasse, Ford Mondeo, VW Passat, Skoda Superb og Opel Astra. Opel Corsa er også på listen over godkendte biler, men vil primært blive brugt til administrative kørselsopgaver og ikke patruljetjeneste. Dog kan biler uden for listen også godkendes, såfremt der er en særlig grund til, at de benyttes frem for standardvognene. For eksempel benytter politiet i områder med særlige behov for terrænkørsel (bl.a. på Fanø og især Grønland) Toyota Land Cruiser eller Toyota RAV4.
Som følgebiler til sikkerhedsfolk for Kongehuset, ministre og andre statsoverhoveder benyttes særligt indkøbte biler, som bl.a. inkluderer Peugeot 607, VW Touareg og VW Transporter.
Som gruppevogne bruges primært VW Transporter T4, VW LT og Ford Transit. Disse minibusser anvendes til patrulje/beredskab i større byer, samt i større operationer, der kræver mere mandskabskraft (f.eks. demonstrationer, fodboldkampe og større civile uroligheder). I ekstreme situationer anvendes en variant af Mercedes-Benz Vario, kendt som hollændervogne. Det kaldes den fordi vognen bliver udrustet i Holland som en let pansret mandskabsvogn, med forstærkede sider og ruder, samt belagt med brandhæmmende materiale. I nogle tilfælde anvendes også egentlige busser, der ligeledes anvendes som generelt transportmiddel. I København findes også en Unimog med frontmonteret skovlblad til at rydde barrikader. Senest er en letpansret lastvogn indkøbt med påmonteret vandkanon (i medierne døbt lømmelsprøjten), som er oplyst til at skulle benyttes som brandslukningskøretøj.
Andre køretøjer der anvendes er Mercedes-Benz Vito (indsatsleder) og Nissan Patrol med hestetrailer, der anvendes af rytterisektionen.
Færdselspolitiet anvender også civile varevogne til automatisk trafikkontrol ("fotovogne"). Disse kan være VW Transportere, Mercedes-Benz Vito'er og Toyota Hiacer m.fl.
Enkelte landbetjente anvender civile køretøjer med en løst magnetblink til taget. Disse køretøjer er oftest landbetjentens egen bil, der er godkendt og udstyret til udrykningskørsel, og følger derfor ikke retningslinjerne for indkøb af patruljevogne.
Til trafikregulering og eskorteopgaver anvendes motorcykler af typerne Yamaha FJ1300/A, Honda ST1300A, BMW K1200RS og BMW K1200GT, samt BMW K1100LT og BMW R1100RT, der er under udfasning.

## Rang og insignier
I Danmark er den lokale anklagemyndighed en del af politiet. Siden 2014 er det kun chefanklagere, der bærer uniformer; andre anklagere, såsom senior anklagere, anklagere, associerede anklagere og advokater, gør ikke.
| Rang | Rangtitler | Ranginsignier |
| ---- | --- | ------------- |
| 1.   | Rigspolitichef |               |
| 2.   | Politidirektør Direktionsmedlem i Rigspolitiet Politimester i PET Politimester i Grønland Politimester på Færøerne |               |
| 3.   | Stabschef Afdelingschef i Rigspolitiet                                                                             |               |
| 3.   | Chefanklager |               |
| 3.   | Chefpolitiinspektør                                                                                                |               |
| 4.   | Vicepolitimester i Grønland Vicepolitimester på Færøerne Vicepolitimester i Rigspolitiet Politiinspektør           |               |
| 5.   | Vicepolitiinspektør                                                                                                |               |
| 6.   | Politikommissær |               |
| 7.   | Politiassistent |               |
| 8.   | Politiassistent |               |
| 9.   | Politibetjent |               |
| 10.  | Politikadet |               |

## Magtmidler
Dansk Politi har i dag en række magtmidler til rådighed som kan benyttes når det skønnes nødvendigt og forsvarligt og reglerne for disse i øvrigt er opfyldt.
Politiets hjemmel til brug af magtmidler er defineret i Politiloven. Midlerne inkluderer skydevåben, stav, hund og gas. Dertil kan bruges peberspray.

### Skydevåben
Standardtjenestevåbnet hos politiet er i dag en Heckler & Koch USP Compact 9mm pistol med 13 skud i magasinet. Compact indikerer, at det er en kortere udgave af standardpistolen, da man går ud fra, at den kun skal anvendes over korte afstande. Særligt for de af politiet anvendte pistoler er, at de ikke er udstyret med manuel sikkerhedsfunktion. Politiet benytter ved operativ tjeneste 9mm Speer Gold Dot ammunition i tjenestepistolen, der er en hollowpoint ammunition.  Til træning anvendes fuldkappet ammunition. I 1998 afløste USP'en politiets gamle tjenestepistol, Walther PP/PPK, som efterhånden ansås for at være for svag og utidssvarende.
Til særlige operationer og sikring af områder, hvor det skønnes nødvendigt, kan politiet benytte en maskinpistol af typen Heckler & Kock MP5, som regnes for at være en af verdens mest nøjagtige og pålidelige våben og benyttes af mange landes politi og militær. Den kan påmonteres kikkertsigte, lasersigte, greb og lygte. Ammunitionen der anvendes i maskinpistolen er Ball Non Toxic 7 HP fra producent: Nammo. Projektilet vejer 7,1 gram og er fremstillet i en kombination af kobber og stål.
Politiet reaktionspatrulje er i nyere tid begyndt at anvende Gevær M/10 , der anvender 5.56 x 45mm NATO, grundet større kraft, efter at 9x19 mm ammunition har vist sig at være ude af stand til at trænge igennem skudsikre veste.[kilde mangler]

### Nye tjenestevåben til det danske politi
Politiet har indgået kontrakt om at erhverve SIG Sauer P320 som ny tjenestepistol som led i en opgradering af våbenplatformen.
Valget blev bekræftet den 7. november 2023 i samarbejde med CT Solutions. Rigspolitichef Thorkild Fogde udtaler, "Det er vigtigt, at vores våben er tidssvarende og matcher vores opgaveløsning." Udrulningen sker gradvist, og politiet forventes at have implementeret den nye pistol inden udgangen af 2027, samtidig med en ny karabin.
Opgraderingen inkluderer en forenkling af våbenplatformen ved at erstatte den nuværende H&K USP Compact, i brug siden 1998. Den nye karabin erstatter H&K MP5 og Colt Canada M/10. Begge våben forventes fuldt indfaset i politiets arsenal inden udgangen af 2027. 

### Stav
Dansk Politi benytter en politistav som er 35 cm lang, vejer ca. 550 gram, består af en stålwire med et blylod i hver ende og er overtrukket med sort bøjeligt gummi. Staven er udstyret med en rem af læder som gør at betjenten kan holde bedre fast i staven.
Slag med staven må kun rettes mod arme, ben, ryg og sæde. Slag må ikke rettes mod hoved, hals, nakke, kraveben, bryst, mave, nyrer, skridt eller rygsøjle. Staven må ikke bruges til stød. Det bør i videst muligt omfang undgås at anvende staven mod knæ, albuer og andre led.
Når en politibetjent har benyttet staven som et magtmiddel skal han/hun skrive en stavindberetning. Bruges staven under kommando er det lederen der skriver stavindberetningen.

### Hund
Politiet kan bruge deres hunde som et magtmiddel.

### Gas
HK69A1 er en 40mm granatkaster, som kan fremføre en række forskellige ammunitionstyper. Dansk politi anvender den til tåregasgranater, til for eksempel når en større gruppe skal opløses eller for at tvinge en forskanset person ud af en bygning.

### Peberspray
Senest er der som standard implementeret en peberspray, som kan pacificere en aggressiv person tilstrækkeligt til at betjenten kan lægge den pågældende i håndjern uden yderligere eskalering af situationen.

## Hunde
Hunde er efterhånden begyndt at spille en stor rolle i politiets arbejde, eftersom de medvirker til mange sager, der ville være umulige eller meget svære uden. Der bruges flere forskellige hunde til arbejdet, men de mest almindelige er schæferhunde og cockerspanieler. Alle hunde har deres eget speciale, der udnyttes.

### Schæfer
Schæfere er en af de mest brugte politihunde, og bruges ofte til eftersøgninger, efter fx indbrud. Schæfere er meget stærke, og bruges ofte i gadekampe. De har en god lugtesans, og er i stand til at finde små genstande, som patroner, bare ved at lugte sig frem.

### Cockerspaniel
Cockerspanieler bruges mere til eftersøgninger i kriminalpolitiet, eventuelt for at opspore bevismateriale, narkotika, mennesker, skydevåben, og endda penge. Deres lugtesans er meget god, mange gange bedre end menneskets, og de er sommetider den eneste udvej i opsporing af bevismateriale.